# Body harness
Il body harness, o semplicemente harness, è un capo di abbigliamento usato nell'ambito fetish e bdsm.

## Caratteristiche
Ha l'aspetto di una sorta di "imbracatura" (questo è il significato del termine in inglese), essendo costituito da strisce di pelle, latex o gomma, con anelli e fibbie in metallo, da indossare sulla pelle nuda. Il risultato è mettere in rilievo il corpo alludendo comunque a situazioni di "controllo" o di "legatura". L'harness può essere adoperato nei giochi di ruolo il cui lo schiavo o la schiava fanno da cavallo o da cane (giochi pony o dog), oppure soltanto come abbigliamento dello/a schiavo/a.